# Aalborg Letbane
 Der er for få eller ingen kildehenvisninger i denne artikel, hvilket er et problem. Du kan hjælpe ved at angive troværdige kilder til de påstande, som fremføres i artiklen.

Aalborg Letbane var et letbaneprojekt, der oprindeligt forventedes at åbne i år 2021.
Aalborg Kommune, Region Nordjylland og NT udførte i samarbejde med COWI en foranalyse af Aalborg Letbane. Foranalysen forventedes at være afsluttet til sommeren 2013. Første etape af letbanen skulle forbinde midtbyen med Aalborg Universitet og det kommende Universitetshospital.

## Baggrund for Aalborg Letbane

### Tidligere planer for højklasset kollektivt trafik i Aalborg
I forbindelse med Trafik og Miljøhandlingsplanen fra 1998 indledte Aalborg Kommune arbejdet med nye løsninger for den kollektive trafik. Sammen med Trafikministeriet blev der i Infrastrukturplanen fra år 2000 skitseret en nærbane, som i dag er en realitet.
En vision for et alternativt sporbundet system i andre korridorer med høj søgning til den kollektive trafik blev også skabt. Første skridt i denne retning blev taget med indførelsen af Metrobusnettet i forbindelse med overgangen til en ny Kollektiv Trafikplan i 2004. Konceptet var her ”Tænk sporvogn – Kør bus”.
I 2008 udgav Region Nordjylland, Aalborg Kommune og Nordjyllands Trafikselskab (NT) i fællesskab folde-ren "Letbane i Aalborg – en vision for udviklingen af den kollektive trafik", hvori de nordjyske tanker om en letbane som en del af den fremtidige kollektive trafik blev præsenteret.
Region Nordjylland, NT og de nordjyske kommuner i udarbejdede 2010 en fælles vision "Fremtiden kører på skinner", som beskriver en sammenhængende transportpolitik. I tråd med Folketingets "Aftaler om en grøn transportpolitik" fra 2009 sættes fokus på attraktive højklassede trafikløsninger, der bidrager til det gode byliv og sikrer hensynet til miljø og klima.
Med Aalborg som regionens kraftcenter er den kollektive trafik i Aalborg særlig vigtig. I forhold til den ønskede fremtidige udvikling, er det vigtigt at indtænke højklassede kollektive trafikløsninger, der sikrer en bæredygtig udvikling både miljømæssigt, socialt og økonomisk – i byen og i oplandet. Den kollektive trafik skal være attraktiv for de, som bor og arbejder i byen Aalborg, og for de som bor udenfor Aalborg og rejser til byen i forbindelse med arbejde og andre gøremål.

### Aalborg Universitet og det kommende Universitetshospital
Aalborg Universitet er med sine mange studerende et af de helt store trafikmål i Aalborg. En stor del af de studerende bor i midtbyen og transporterer sig hver dag til universitet med den kollektive trafik. De senere år er der blevet flere og flere studerende på universitetet, og det årlige passagertal ligger nu på ca. 2,5 mio. påstigninger. Dermed er kapacitetsgrænsen i myldretiden for busserne i Universitetskorridoren nået.
Region Nordjylland har fået tildelt midler til at opføre et nyt universitetshospital ved siden af universitetet i det østlige Aalborg. Sygehusfunktionerne fra det eksisterende Aalborg Sygehus Syd og Aalborg Sygehus Nord skal samles i en ny enhed lokaliseret tæt på de medicinske og sundhedsfaglige uddannelser. Byggeriet af hospitalet på Postgården forventes igangsat i løbet af 2013 med henblik på etapevis ibrugtagning fra og med 2017. Det nye Universitetshospital forventes at få et bygningsareal på ca. 200.000 m2, og vil blive arbejdsplads for omkring 5.000 medarbejdere.
Opførelsen af Universitetshospitalet forventes at medføre en væsentlig stigning i antallet af påstigninger i den kollektive trafik i korridoren mellem hospitalet og midtbyen. I notatet ”trafikale konsekvenser af et nyt universitetssygehus i Aalborg” er der redegjort for den fremtidige trafikudvikling som følge af opførelsen af universitetshospitalet. Notatet er bestilt af Region Nordjylland i forbindelse med de forberedende arbejder til Universitetshospitalet.
Busserne i korridoren er i dag allerede fyldt til bristepunktet i myldretiden og har svære fremkommelig-hedsproblemer. En letbane vil afhjælpe disse fremtidige problemer for den kollektive trafik og sikre en pålidelige og effektiv transport til og fra universitetet og det kommende sygehus. Dette vil være til glæde for både patienter, besøgende og de ansatte på sygehuset.

### Byudvikling
Gennem de senere år er der sket en markant udvikling i Aalborg. Der er investeret mange milliarder kroner i nye offentlige og private projekter indenfor kultur, fritid, erhverv, handel, boliger, teknisk infra-struktur, sundhed og uddannelse. Investeringerne er koncentreret indenfor det geografiske område: Vækstaksen.
En stor del af befolkningen har i dag en tæt tilknytning til vækstaksen og i fremtiden vil antallet stige i forbindelse med, at nye virksomheder kommer til og boligområder udbygges. Derfor har service of in-frastruktur høj prioritet i vækstaksen. Særligt den kollektive transport kan blive styrket ved at anlægge en letbane som understøtter aksen. Den høje koncentration af arbejdspladser indenfor aksen og boliger langs aksen kan sikre det nødvendige passagergrundlag.
En letbane vil virke som en katalysator for byens udvikling og understøtte Aalborg Kommunes planstrategi med fokus på udvikling af vækstaksen. Letbanen vil blive en del af byens identitet.
En letbane er både med til at løse problemerne med trængsel i midtbyen og vil samtidig udvide rækkevidden af den offentlige trafik til gavn for hele regionen. Letbanen vil forandre byen. Den vil medvirke til, at Aalborg fremstår som en moderne, fremsynet og miljøvenlig by.

### Det nuværende mål er: 1. Etape af Aalborg letbane
En foranalyse, som belyser alle udviklingsmuligheder for en skinnebåren løsning, skal være med til at bane vejen for 1. Etape af et højklasset kollektivt tracé mellem universitetssygehuset, universitetet og midtbyen. Denne korridor passerer mange uddannelsessteder, koncentrerede boligområder, arbejdspladser og nye udviklingsområder. Allerede i dag er busserne i myldretiden meget fyldte. Kun en højklasset kollektiv trafikal løsning vil have kapacitet nok til at kunne opsamle den kommende trafikvækst i korridoren. Aalborg Kommune har allerede i dag reserveret arealer, som sikrer en kommende skinnebåren højklasset kollektiv trafik – bl.a. via den nuværende ca. 2 km lange busvej, som går midt igennem universitetsområdet og er i gang med at anlægge en prioriteret busvej fra Aalborghus Gymnasium til universitetsområdet.

## Foranalyse af Aalborg Letbane – 1. etape
Tekst mangler, hjælp os med at skrive teksten

## Organisation
Tekst mangler, hjælp os med at skrive teksten